# Hroznová Lhota
Hroznová Lhota (in tedesco Hrozna Lhotta) è un comune della Repubblica Ceca facente parte del distretto di Hodonín, in Moravia Meridionale. L'edificio più rilevante è la chiesa di San Giovanni Battista